# 維利沙涅
51°36′58″N 32°21′44″E / 51.61611°N 32.36222°E
維利沙涅（烏克蘭語：Вільшане），是烏克蘭北部的村莊，隸屬切爾尼希夫州的科留基夫卡區。該村始建於1754年，面積3.51平方公里，海拔高度129米，2024年人口454，人口密度每平方公里200.85人。